# Ashrafiyat al-Wadi
Ashrafiyat al-Wadi (tiếng Ả Rập: أشرفية الوادي) là một ngôi làng nằm cạnh thị trấn Qudsaya và ngay phía bắc quận Mezzeh của Damascus ở Syria. Ngôi làng này là một phần hành chính của quận Qudsaya thuộc Tỉnh bang Dimashq ở miền nam Syria. Các địa phương gần đó bao gồm al-Hamah ở phía đông, vùng ngoại ô giàu có của al-Sabboura và Yaafour ở phía tây và Dahiyat Qudsaya và Jdeidat al-Wadi ở phía nam. Theo Cục Thống kê Trung ương Syria, Ashrafiyat al-Wadi có dân số 2.101 trong cuộc điều tra dân số năm 2004. Cư dân của nó chủ yếu là người Hồi giáo Sunni.